# Altenhofen (Hilpoltstein)
Altenhofen ist ein Gemeindeteil der Stadt Hilpoltstein im Landkreis Roth (Mittelfranken, Bayern). Altenhofen liegt in der Gemarkung Heuberg.

## Lage
Das Dorf liegt, umgeben von Feldern, direkt am Main-Donau-Kanal nordöstlich des Gemeindesitzes. Im Norden des Ortes führt die Staatsstraße 2220 vorbei, die vom Gemeindesitz aus in Richtung Mörlach und weiter nach Freystadt geht und beim Ort den Main-Donau-Kanal überquert. Von ihr führen zwei Abzweigungen im Abstand von 1,5 km nach Altenhofen.
Die Ortsflur ist 121 Hektar groß.

## Geschichte
Der Ort gehörte im Mittelalter zum Herrschaftsgebiet der Reichsministerialen Herren von (Hilpolt-)Stein. So ist Altenhofen erstmals 1314 urkundlich erwähnt, als Adelheid von Niedersulzbürg, eine Tante von Hiltpolt von Stein, unter anderem Besitzungen die Mühle Altenhofen an das Zisterzienserinnenkloster Seligenporten abtrat. Als 1322 Hiltpolt von Stein sein Vogteirecht über das Widum von „Heuberch“ (= Heuberg) dem Kloster gab, empfing er die Mühle zurück. Schließlich schenkte Hilpolt 1343 unter anderem den halben Zehent von Altenhofen den Nonnen zu Seligenporten.
Mit dem Aussterben der Herren von Stein mit Hilpolt IV. am 20. Juli 1385 wurde deren Gebiet 1386 zunächst von den Bayernherzögen gemeinschaftlich regiert, bis es bei der brüderlichen Teilung von 1392 mit Ingolstadt Herzog Stefan zufiel.
Nach dem Landshuter Erbfolgekrieg wurde das Land um Hilpoltstein und damit auch Altenhofen 1505 dem neuen Territorium der „Jungen Pfalz“ einverleibt, das Pfalzgraf Ottheinrich erhielt. Das Dorf unterstand nunmehr dem pfalz-neuburgischen Amt Hilpoltstein. Der hoch verschuldete Pfalzgraf Ottheinrich verpfändete das Amt und damit auch Altenhofen 1542 für 36 Jahre an die freie Reichsstadt Nürnberg. Von ihr wurde mit Dekret vom 22. Juni 1542 die Reformation im Amt Hilpoltstein und damit auch in Altenhofen eingeführt. Nürnberg ließ 1544 ein Salbuch über Stadt und Land Hilpoltstein anlegen, in dem Altenhofen folgendermaßen geschildert wird: „Ein Hof in zwei Theil und Mannschaft getheilt, ein Gut zu 3⁄4 das andere zu 1⁄4, dabei die Ober- und die Unter-Mühl, dann die Lochmühl, ober dieser war vor Zeiten, aber vor Menschengedenken abgegangen die Loemühl. Mit aller Obrigkeit zur Herrschaft Stein gehörend; was überm Wasser gelegen, der Pfarrei Häberg (= Heuberg); die von Altenhofen hatten den Viehtrieb u. a. im Auholz, des Bredenwinders Eigen.“
1578 wurde das Amt von Pfalz-Neuburg wieder eingelöst. Da Pfalz-Neuburg 1542 unter Ottheinrich ebenfalls protestantisch geworden war, blieb das Amt und damit Altenhofen protestantisch, bis 1627 unter dem zum alten Glauben zurückgekehrten Pfalzgraf Wolfgang Wilhelm die Gegenreformation einsetzte.
Gegen Ende des Alten Reiches, um 1800, war Altenhofen ein Dorf von acht Untertanen-Anwesen, darunter eine Mühle (die Aumühle), die alle dem ehemals pfalz-neuburgischen, nunmehr kurfürstlich-bayerischen Rentamt Hilpoltstein gehörten. Die hohe Gerichtsbarkeit übte der Pfleger zu Hilpoltstein aus.
Im neuen Königreich Bayern (1806) wurde ein Steuerdistrikt Heuberg gebildet. Nach der Gemeindebildung gehörten 1820 der Gemeinde Heuberg folgende Orte an:
- Heuberg,
- Altenhofen,
- die Einöde Aumühle,
- die zu dieser Zeit unbewohnte Lochmühle,
- der Grashof (später zur Gemeinde Göggelsbuch gehörend),
- die Knabenmühle,
- die Kronmühle (später zur Gemeinde Birkach gehörend),
- die Lösmühle,
- das Dorf Polsdorf (später zur Gemeinde Birkach gehörend),
- die Seitzenmühle,
- die Stephansmühle und
- der nach 1544 entstandene Weiler Stückgut (1717: „Stickhof“; 1798: „Stuck-Guth“).[14]

1867 gehörte zur Gemeinde Heuberg nur noch die Hälfte dieser Ansiedelungen, nämlich Heuberg selber, Altenhofen, die Einöden Auholz, Aumühle und Lochmühle sowie der Weiler „Stöckgut“. In Altenhofen wohnten 58 Personen, darunter – wie in den Quellen vermerkt – vier Protestanten, die nach Eckersmühlen gepfarrt waren, während die Katholiken zur Pfarrei Heideck gehörten. Die Kinder gingen nach Heuberg zur Schule. Über den Viehbestand gibt ein amtliches Verzeichnis von 1875 Aufschluss: In der Gemeinde Heuberg gab es elf Pferde, 220 Rinder, 50 Schweine und neun Ziegen, in Altenhofen allein acht Pferde und 49 Rinder.
1961 hatte die Gemeinde Heuberg in ihren nunmehr fünf Orten (so auch schon 1937) Heuberg, Altenhofen, Auholz, Aumühle und Lochmühle insgesamt 246 Einwohner in 45 Wohngebäuden; in Altenhofen wohnten 77 Personen in nunmehr elf Wohngebäuden – zwei Häuser mehr als 1950. In den 1980er Jahren wuchs das Dorf kräftig an.
Im Zuge der Gebietsreform in Bayern wurde die Gemeinde Heuberg (Heuberg, Altenhofen, Auholz, Aumühle und Lochmühle) am 1. Januar 1972 nach Hilpoltstein eingemeindet.
2014 musste die 120 Meter lange Kanalbrücke Hilpoltstein-Altenhofen aus dem Jahr 1981 saniert werden.

## Einwohner- und Gebäudeentwicklung
(Altenhofen ohne die Aumühle)
- 1836: 48 (acht Häuser)[22]
- 1861: 58 (darunter vier Protestanten) (14 Gebäude)[15]
- 1871: 43 (24 Gebäude)[16]
- 1900: 41 (zehn Wohngebäude)[23]
- 1937: 49 (darunter sechs Protestanten)[24]
- 1950: 71 (neun Wohngebäude)[14]
- 1961: 77 (elf Wohngebäude)[18]
- 1970: 68[25]
- 1987: 91 (24 Wohngebäude, 30 Wohnungen)[26]

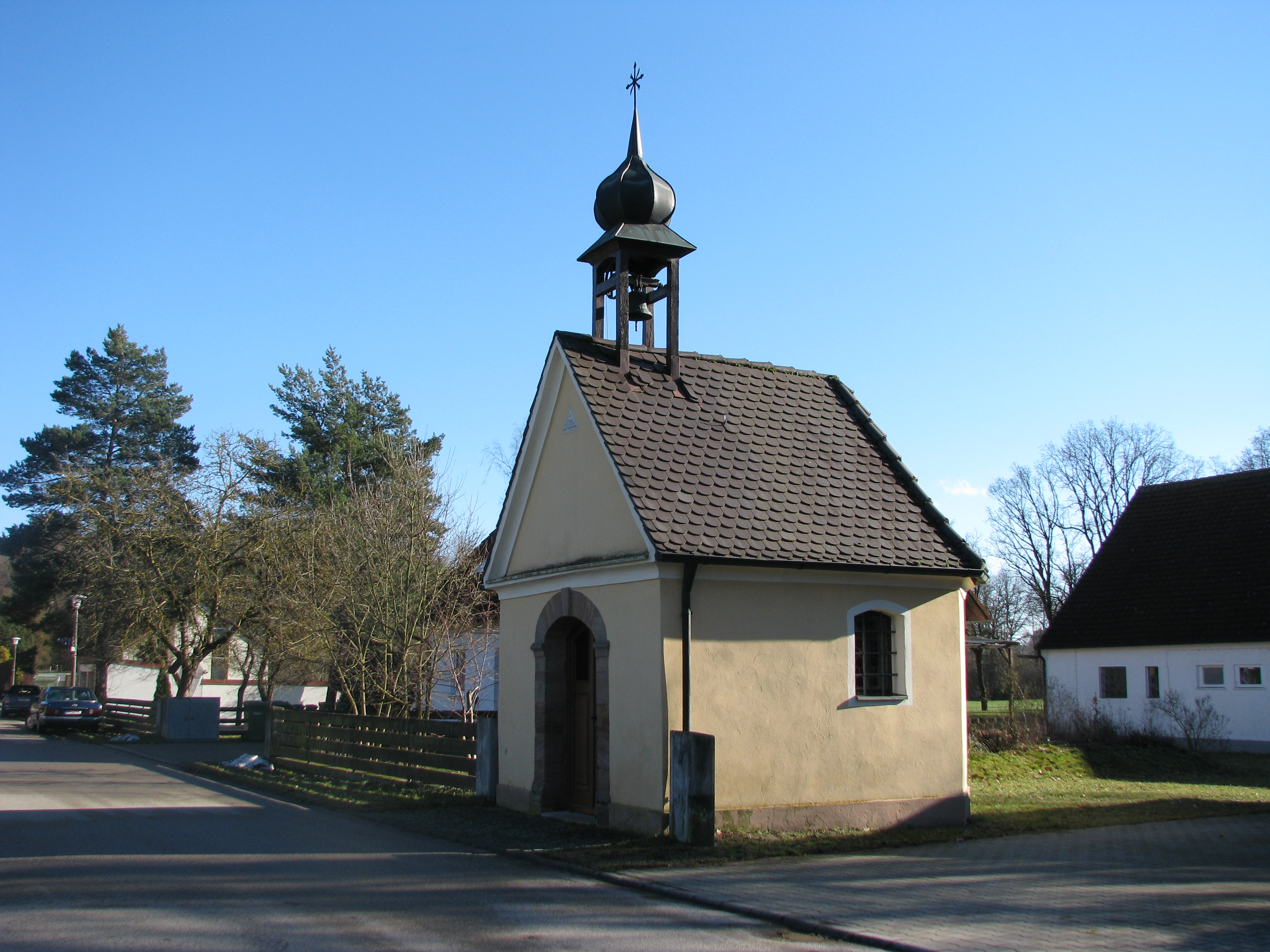
Ortskapelle in Altenhofen

- später: 117[27]

## Katholische Kapelle St. Maria und St. Martin
Die Kapelle wurde 1785 „neu erbaut“, gestiftet vom Wirt Martin Hofmann, wie eine Inschrift im Giebelfeld mitteilt. Der Putzbau hat ein Satteldach mit Dachreiter und gilt als Baudenkmal, siehe Liste der Baudenkmäler in Altenhofen. Das Altarbild stellt die Krönung Mariens dar; auf dem Antependium teilt der hl. Martin seinen Mantel.